# Kathleen Brennan
Kathleen Brennan (rodným jménem Kathleen Patricia Brennan) je americká hudebnice, hudební producentka, skladatelka a malířka. Jejím manželem je od roku 1980 Tom Waits, se kterým se blíže seznámila při natáčení filmu One from the Heart. Waits ji například zmiňuje ve své skladbě „Johnsburg, Illinois“ (její rodné město) z alba Swordfishtrombones. Byla členkou poroty pro desáté udílení cen Independent Music Awards.